# 宝蔵寺 (宇都宮市)
宝蔵寺（ほうぞうじ）は、栃木県宇都宮市大通り四丁目にある天台宗の寺院。山号は光明山。本尊は阿弥陀如来と普賢菩薩。開基（創立者）は円仁（慈覚大師）と伝える。

## 歴史
寺伝によれば、857年（天安元年）に円仁によって創建されたとされ、円仁が唐から持ち帰った白檀の木が樹齢約1千年以上で枯れた1844年（天保15年）に作られたと言われる慈覚大師坐像を有する。境内には明治時代初期の戦火で廃寺となった粉河寺（旧・小川島町、現在の栃木県庁付近に所在）出土の石棺なども置かれる。現在の本堂は2004年（平成16年）10月30日に竣工したもの。

## 境内
- 本堂
- 不動堂
  - 阿弥陀如来
  - 普賢菩薩
- 鐘楼門（鐘楼と山門が一体化した建築物）
  - 梵鐘（およりの鐘）

## 文化財
- 梵鐘（およりの鐘）
宇都宮氏が建立したとされる梵鐘。
- 木造阿弥陀如来坐像
定朝様の定印阿弥陀仏。制作時期は不詳。内部に明応3年（1494年）の銘あり。1977年（昭和52年）3月8日、宇都宮市指定有形文化財（彫刻）
- 木造普賢菩薩坐像
技巧的な特徴から南北朝時代の作で、釈迦如来の脇侍として制作されたものと推定されている。内部に文和3年（1354年）の銘あり。江戸時代の寛政年間（1789年 - 1801年）に宇都宮の高田仏師によって改修されたといわれる。1975年（昭和50年）3月25日、宇都宮市指定有形文化財（彫刻）
- 光明山摂取院宝蔵寺不動堂（観音堂）
1788年（天明8年）の創建といわれる。中世以来の建築様式を踏襲し、意匠的に優れた価値を有するとされる。2003年（平成15年）3月27日、宇都宮市認定建造物（建造物）
- 阿弥陀三尊来迎図
- 慈覚大師坐像
1844年（天保15年）、円仁が唐から持ち帰った樹齢一千年以上の白檀の木が枯れた折に、その材で造立された十数体の慈覚大師坐像のうちの一つとされる。

## アクセス
バス
- 東武駅前バス停から関東バス・JRバス関東　宇都宮駅行きなど乗車10分、「宮の橋」下車すぐ。

徒歩
- JR宇都宮駅西口から徒歩5分